# Von Ahnen
von Ahnen (von Ahn, van Anen, von Ane, de Ane) är en uradlig frälseätt med rötter i det historiska lågtyska språkområdet i Pommern och Nordtyskland, med dokumenterat fäste på ön Rügen i Östersjön, nuvarande nordöstra Tyskland.
Namnet von Ahnen betyder direktöversatt från tyska ”av förfäderna” eller ”från förfäderna” (von = av/från, Ahnen = förfäder), och återspeglar därmed ättens genealogiska förankring och historiska karaktär.
Släkten omnämns redan år 1004, under namnet de Ane i en urkund från Niedersachsen, men den dokumenterade adliga ättelinjen med namnet von Ahnen kan följas från år 1257, då familjen etablerades på Rügen i Pommern. Under de följande seklerna var ätten verksam i de dåvarande furstendömena Pommern, Danmark, Norge och Sverige.
Genom århundradena har medlemmar av ätten von Ahnen innehaft betydande civila och militära ämbeten – däribland som hovrättsråd, landshövdingar och stiftsamtmän – i Pommerns, Danmarks, Norges och Sveriges förvaltningar.
Släkten tillhörde från medeltiden det jordägande frälset och innehade flera riddarsäten och adelsgods på Rügen och i Pommern. Ätten förde en vapensköld med ett högervänt åsnehuvud – en symbol som återfinns i bevarade sigill från 1300-talet, särskilt i samband med det politiska fördraget mellan den rügianska adeln och staden Stralsund år 1316.
Namnformerna har varierat över tid beroende på språkbruk och geografisk kontext, men de historiska kopplingarna, vapnet och godsinnehaven visar en kontinuitet som bekräftar släktens gemensamma ursprung.
Ätten fortlever i dag under namnformerna von Ahnen och von Ahn, men antalet bärare är mycket litet internationellt. Enligt statistik från Forebears.io (2014) fanns totalt endast cirka 88 personer med namnet von Ahnen i hela världen, med spridning främst till Tyskland, USA, Schweiz, Norge, Danmark och några enstaka personer i Sverige och andra länder.

## Ursprung och tidig historia (1000–1400-talet)
Släkten von Ahnen nämns i skrift redan i en urkund från år 1004, där det framgår att framlidne konung Henrik I av Sachsen (Heinrich I Fågelfängaren) andra hustru, Matilda von Ringelheim (S:t Matilda av Sachsen), tillsammans med sina systrar Freduruna och Imma, år 968 grundade klostret Kemnade på egendomar som tillhörde riddare kallade de Ane i nuvarande Niedersachsen.
År 1257 omnämns bröderna Otto och Heidenreich von Ane som riddare i en skrift av ärkebiskopen Gerhard II av Bremen. Kort därefter, omkring 1258, kom Heinrich von Ane till Rügen, där han gifte sig med Anna von Natzevitz. Genom det äktenskapet kom flera egendomar, däribland Natzevitz, att förvaltas av familjen under de följande fem seklerna.
De gods och riddarsäten som, såvitt känt, har tillhört medlemmar av von Ahnen på Rügen är förutom Natzevitz även Groß Datzow, Götemitz, Klein Carow, Neparmitz, Üselitz, Poseritz, Liddow, Muhlitz, Warkzow och Varbelvitz.
Släktens vapen visar ett till höger vänt åsnehuvud. De äldsta kända vapenbilderna är de som vidhängdes det förbundsavtal som den 16 januari 1316 tecknades mellan den samlade rügianska adeln och staden Stralsund. Under 1300-talet skrev sig släktmedlemmar omväxlande som von Ahnen och von Natzevitz (med olika stavningsvariationer), vilket var typiskt för lågtyska frälsefamiljer där namnformer ofta anpassades efter godsinnehav och regional praxis.
I det ovan nämnda fördraget deltog bland andra Hinceke von Natzevitz och Gothan von Natzevitz, vars sigill finns bevarade. Fördraget syftade till att säkra adelsprivilegier gentemot den siste fursten av Rügen, Wizlaw III, och uttryckte en lojalitetsförklaring till staden för "evärdlig tid".
År 1392 omnämns Pribslaf van Natelviße, samt bröderna Steffen och Henningk med tillnamnet van Natelvisse. Samtida (eller identiska) med dem var Hinrik och Steffen, vilka i olika dokument återfinns både som von Natzevitz och van Ahnen. År 1396 förekommer även Ghoten v. Natzevytze, som kort därefter omnämns som v. Ahnen.
Bevarat samtida skriftligt material är begränsat till sitt omfång. Det finns därför anledning till viss försiktighet i frågan om huruvida personer med samma dopnamn är identiska. Samtidigt finns flera omständigheter som talar för att von Natzevitz och von Ahnen tillhör samma släkt, men benämnts olika beroende på ursprung och godsinnehav. De förde samma vapen (det högervända åsnehuvudet), innehade samma jordagods och uppvisade tydliga mönster i dopnamn över generationer.

## Expansion och inflytande under 1500–1600-talet

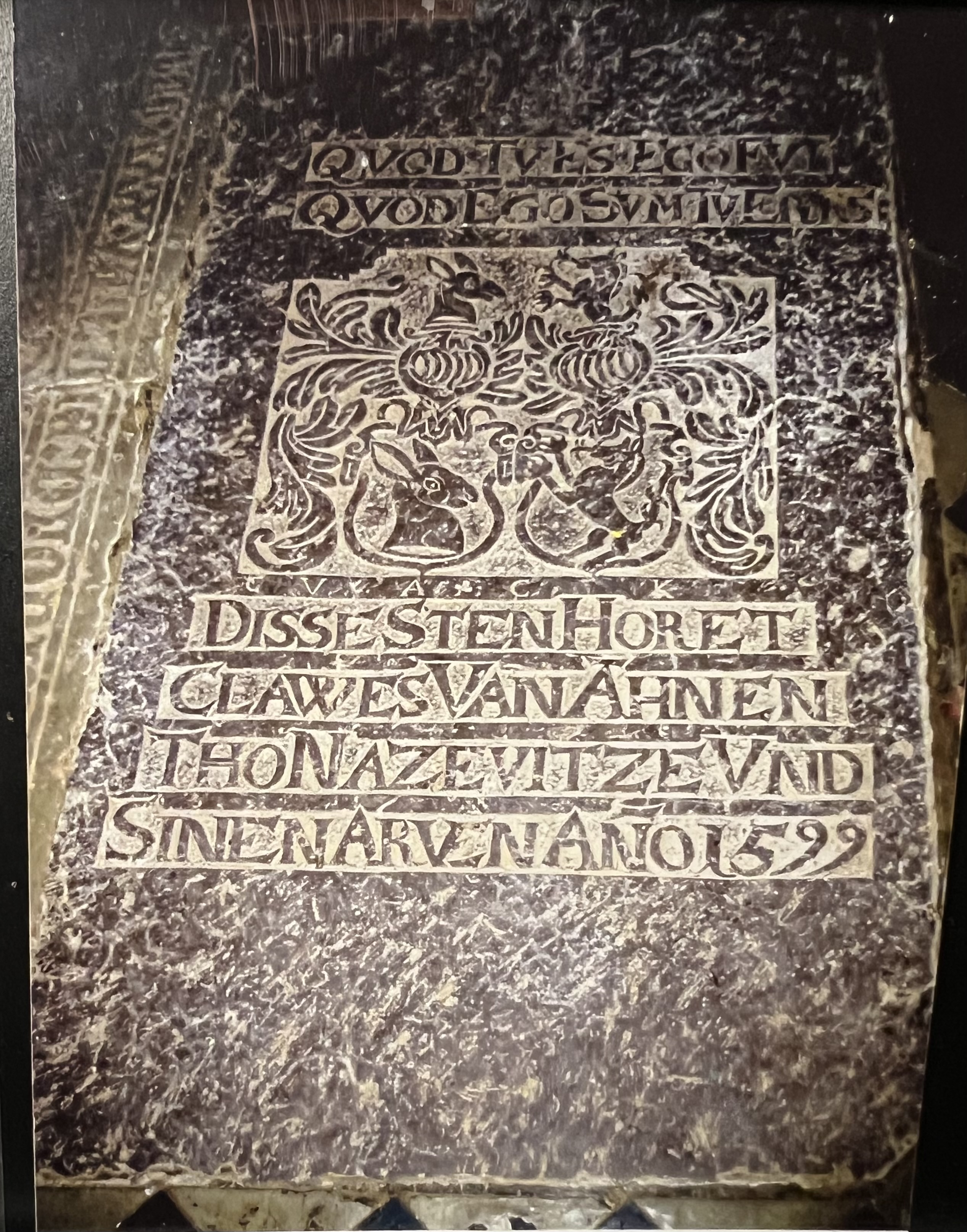
Claus von Ahnens gravsten i golvet framför altaret i S:t Johanneskirche, Rambin, Rügen. Den högra delen (heraldiskt vänster) av alliansvapnet på gravstenen visar framlidna hustruns, född von Krakevitz, vapen.

Under 1500- och 1600-talen befäste von Ahnen-ätten sin ställning i norra Europa genom att inneha ett flertal högre civila och militära ämbeten i Pommern, Danmark, Norge och Sverige.
Claus von Ahnen den yngre (ibland omnämnd som Nicolaus von Ahnen i samtida dokument) ärvde år 1598 godset Natzevitz på Rügen efter sin far, Claus von Ahnen den äldre. Han innehade under sin livstid en rad höga ämbeten i hertigen av Pommerns tjänst, och var en av hertigdömets mest inflytelserika ämbetsmän under 1600-talets början. Han tjänstgjorde bland annat som hovrättsråd, och från 1627 till 1628 som Geheimrath (hemligt råd). Från 1628 fram till sin död 1631 var han kansler i hertigens regering i Wolgast, med övergripande ansvar för beskattning, inkvarteringsväsendet och det civila styret.
Den 23 april 1627 utnämndes han även till Landvogt (landsfogde) på Rügen, men på grund av sina regeringsuppdrag i Wolgast kom han aldrig att tillträda detta ämbete i praktiken. Enligt samtida vittnesmål utmärkte sig Claus von Ahnen genom stort engagemang, lojalitet och självuppoffring. Det sägs att han mer än en gång personligen lyckades dämpa den kejserliga befälhavarens stormiga temperament, vilket var avgörande i ett politiskt och militärt instabilt Pommern.
Under de svåra åren 1627–1630, mitt under det pågående Trettioåriga kriget, gjorde han omfattande insatser för sitt land. Som erkänsla tilldelades han av hertig Bogislaf XIV den 10 mars 1630 ett förläningsbrev på flera betydelsefulla adliga sätesgårdar, däribland:
”die Häuser und adlichen Rittersitze der Buggenhagen zum Breke, der Bonowen zu Inrow, Waldhof und Düvinger, der Jasmunde zum Spiker (Spyker), der Owstine zu Onilow und Lütken Bünslow, der Prene zu Wolde, der Bieregge zum Borwerk vor Lassan, der Lepel zu Neuendorf, der Winterfelde zu Cagenow und Sukowen zu Plesteline".
Eftersom Claus von Ahnen dog ogift redan 1631, hann han aldrig tillträda eller föra vidare dessa förläningar. Hans karriär visar dock på von Ahnen-ättens centrala roll i Pommerns civila styre, och hans insatser är en av de tydligaste dokumenterade exemplen på ättens betydelse i nordtysk och nordisk adelshistoria.
På Rügen slöts släkten på svärdssidan 1750 med Wilken Johann von Ahnen, som hade övertagit Klein-Carow, ett urgammalt riddarsäte som varit i släktens ägo under lång tid. I bland annat Niedersachsen, Hamburg, Danmark och Sverige fortlever släkten alltjämt under namnformerna von Ahnen och von Ahn.
I Norge, som då lydde under dansk överhöghet, trädde flera medlemmar av släkten i kunglig dansk tjänst. Claus von Ahnen erhöll tidigt uppdrag som länsman över Eiker, och släkten räknas som adlig i Norge redan från 1628, då Claus etablerade familjens status där. 

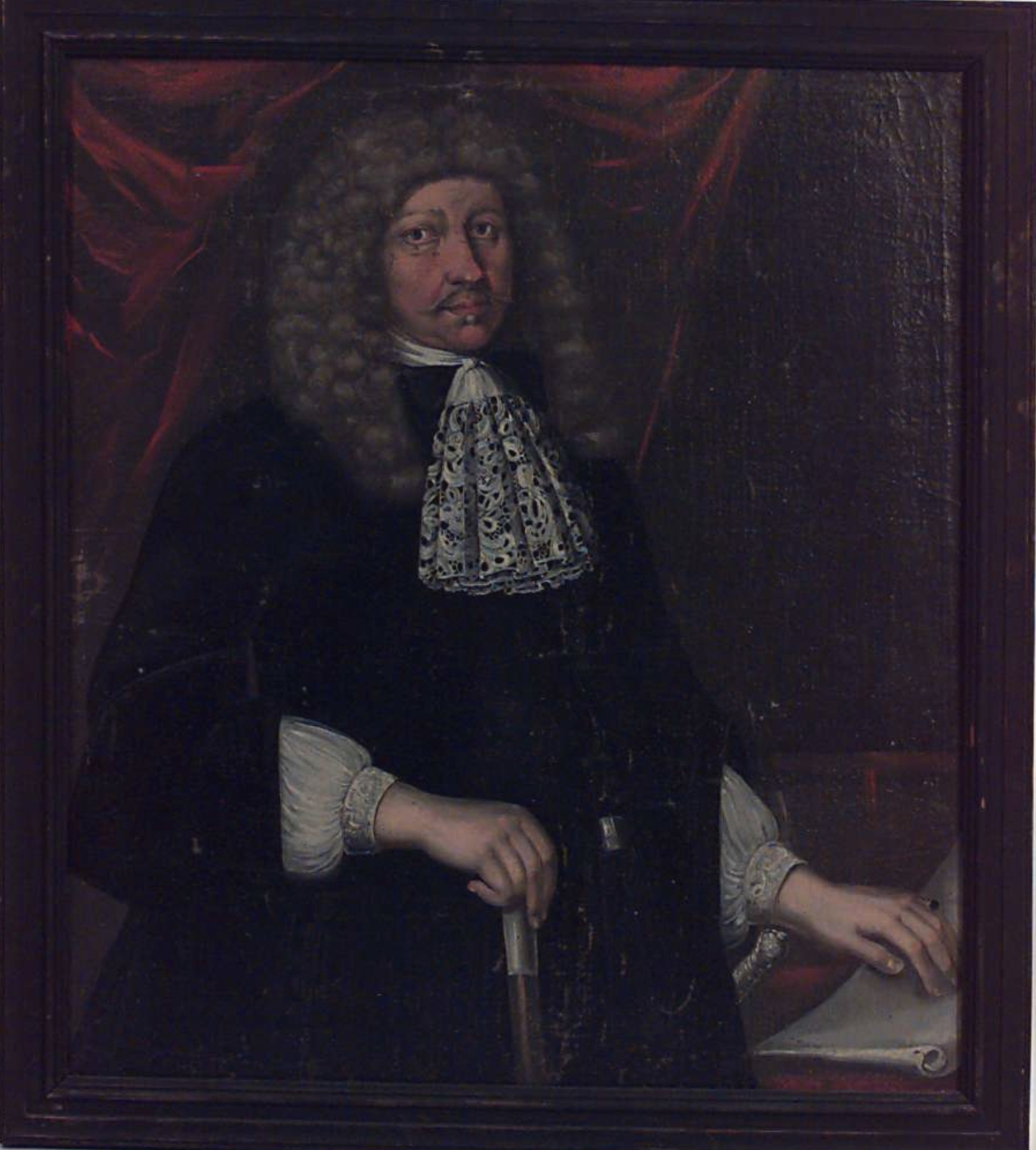
Preben von Ahnen (1606-1675)

Hans brorson, Preben von Ahnen (född 18 september 1606 på Rügen – död 15 november 1675), anlände till Norge omkring 1629 i samband med arv från sin farbror . Redan 1646 utnämndes han till lensherre över Nordlandene – en tjänst med vida befogenheter över både civil administration och militär mobilisering i regionen . Efter enväldets införande 1660 blev han Nordlands första amtmann, en titel han behöll till 1669, vilket formellt förde in honom i den norska embetsadeln .
Under Karl X Gustav-krigen utsågs han 1657 till generalkommissær nordafjells, ett uppdrag med ansvar för planering och ledning av militära insatser norr om fjällen. Han ledde återerövringen av Trøndelag 1658 och organiserade 1659 ett fälttåg mot silvergruvan i Nasa, vilket effektivt stängde gruvan för svenskt bruk.
Parallellt med sina offentliga uppdrag byggde han upp en massiv egendomsbas. 1657 grundade han tillsammans med Ove Gjedde Ulefos Jernværk – ett järnbruk som kom att bli en industriell pelare i Norge . Han blev också en av Norges största jordägare med omfattande egendomar: Dønnesgodset på Helgeland och Kaupanger Hovedgård i Sogn, samt Fossnesgodset i Vestfold – över 100 gårdar med verksamheter inom export av torskerogn, hvalfangst, trankokeri, kanonstøperi och gruvdrift . Från 1669 fram till sin död 1675 tjänstgjorde han som amtmann i Bratsberg amt .Han tjänade också som rittmästare under 1640-talet och som krigskommissær under Hannibalsfeiden, där hans uppdrag bland annat omfattade värvningen av soldater till Akershus.
Preben hade två äktenskap: först med Else Knudsdatter Urne (cirka 1595–1643), vars äktenskap gav tre barn – Merete (Margrethe Sofie), Anne och Alexander  – och därefter med Karen Iversdatter Vind (1626–1705), med vilken han fick tre barn: Helvig, Iver von Ahnen (1659–1722) och Else Cathrine.
Familjens inflytande förstärktes ytterligare genom hans son Iver von Ahnen (1657/1659–1722), som innehade flera höga guvernörsposter i Norge: han var guvernör i Møre og Romsdal från den 25 juli 1691 till den 9 oktober 1700, och därefter stiftsamtmann i Trondheims stift, den högsta civila ämbetsmannapositionen i regionen, från den 9 oktober 1700 till sin död den 4 december 1722. Detta visar att släkten behöll och förstärkte sin maktposition och sitt inflytande i norsk statsförvaltning även efter Prebens död.

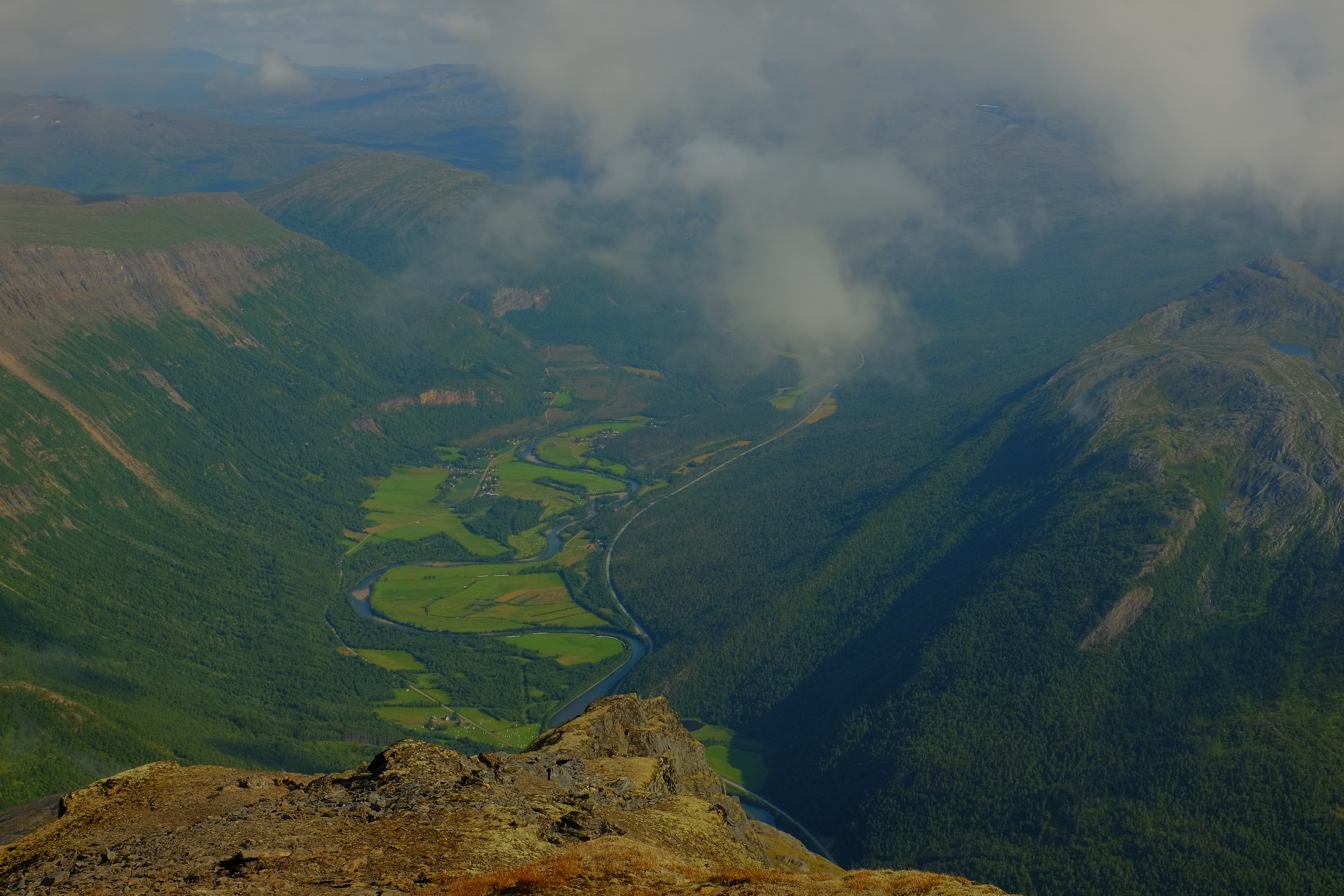
Junkerdalen

Spåren av Prebens inflytande lever vidare i landskapet. Platsen Junkerdalen är uppkallad efter honom — benämningen kommer från hans titel “Junker Preben” och minner om hans truppmarsch genom området i augusti 1659. Även Junkerfjell och vägen Preben von Ahnens veg hyllar hans närvaro i Nordland.
I svensk tjänst omnämns tidigt Henrik von Ahnen, farbror till Preben. Han deltog som överste kvartermästare under hertig Karl (senare Karl IX) i slaget vid Stångebro 1598 och följde honom därefter till Livland, där han ledde fyra fanor i kriget mot Polen. Efter hans död 1609 belönades hans änka, Elisabeth Hastfehr, med jordagods i Sverige för makens förtjänster.

## Godsinnehav och geografisk spridning
Ätten von Ahnen utvecklade under medeltiden och den tidigmoderna tiden ett omfattande godsinnehav som speglade dess geografiska expansion och sociala integration i Pommern, Danmark, Norge och Sverige. Det tidigast dokumenterade godset var Natzevitz på ön Rügen, som tillföll ätten omkring 1258 genom Heinrich von Anes giftermål med Anna von Natzevitz. Godset förblev i familjens ägo i över 500 år och utgjorde ett symboliskt och ekonomiskt centrum för släktens status.
På Rügen och i Pommern innehade ätten strategiskt viktiga sätesgårdar såsom Groß Datzow, Götemitz, Liddow, Spyker, Bieregge, Waldhof, Neuendorf och Klein Carow, samt ytterligare egendomar som Üselitz, Grabow, Koserow, Silmnitz, Zarnevitz, Muhlitz, och Cagenow. Flera av dessa gårdar nämns i ett förläningsbrev från 10 mars 1630, utfärdat av hertig Bogislaf XIV till Claus von Ahnen, vilket bekräftar deras prestige och att de tilldelats som erkänsla för politiska och militära insatser under 1620-talets krisår.
Utanför Rügen och Pommern kom släkten genom förläningar, arv och tjänstgöring att inneha gods även i fastlands-Pommern och Mecklenburg, ofta i närhet till betydande handelsstäder som Stralsund, Greifswald och Wolgast, vilket underlättade både ekonomiskt utbyte och politisk närhet till maktens centra.
I Danmark etablerade sig von Ahnen-ätten från sent 1500-tal, i samband med Claus von Ahnens inflytande som pommersk kansler. Hans efterkommande kom att spela framträdande roller i dansk förvaltning och adelsliv. Flera medlemmar naturaliserades i Danmarks Riges Adel och är dokumenterade i Danmarks Adels Aarbog under 1600- och 1700-talen. Egendomar i Danmark tillföll ätten genom tjänst, giftermål och integration i den danska ämbetsmannakåren.
I Norge, som under perioden löd under dansk överhöghet, förekommer släkten i ämbetsmannaregister redan på 1600-talet. Preben von Ahnen utnämndes till länsherre över Helgeland, Salten, Lofoten och Vesterålen, vilket gav honom kontroll över stora kustområden. Genom sonen Iver von Ahnens avancemang till stiftsamtmand i Trøndelag befäste släkten sin roll i det norska centralstyret. Dessa ämbeten innebar ofta dispositionsrätt till så kallade lensgods, vilket förstärkte släktens materiella närvaro i regionen.
I Sverige omnämns godsägande von Ahnen-medlemmar först under 1600-talet, då änkor och ättlingar till officerare i svensk tjänst – däribland Henrik von Ahnen – erhöll jordegendomar i bland annat Västergötland och Östergötland som belöning för trogen tjänst. Dessa innehav var dock oftast temporära och saknade den djupa förankring som kännetecknade släktens besittningar i Pommern och Norge.
Sammanfattningsvis visar von Ahnens godsinnehav en tydlig regional kärna i Pommern och Rügen, där egendomar ofta ärvdes i generationer. Expansionen till Danmark, Norge och Sverige skedde snarare som ett resultat av statlig tjänst, militära meriter och social integration än av arv. Släkten utgör därmed ett exempel på hur uradliga ätter kunde kombinera långsiktig jordägande kontinuitet med anpassningsförmåga till nya maktstrukturer i Östersjöregionens skiftande geopolitik

## Namnformer och nutida förekomst
Släktens namn har under seklerna förekommit i flera varianter, beroende på språkbruk, regional ortografi och den historiska kontexten. De mest förekommande formerna är:
- von Ahnen
- von Ahn
- von Ane
- van Anen
- de Ane

Dessa namnformer återspeglar tydligt släktens geografiska rörlighet och hur benämningarna anpassats efter lokala språkliga normer – exempelvis i Niedersachsen, Pommern, Norge och Danmark. Samtliga varianter återfinns i urkunder från 1200- och 1300-talen, ofta parallellt för samma individ. Trots stavningsskillnader bekräftas den genealogiska kontinuiteten genom vapenskölden med det högervända åsnehuvudet, som återkommer i sigill och heraldiska avbildningar över generationer.
I Sverige bär enligt Statistiska centralbyrån (SCB) cirka 3 personer efternamnet von Ahnen (per 2025). Internationellt är namnet mycket sällsynt även i modern tid. Enligt statistik från Forebears.io (2014) uppskattades antalet bärare av von Ahnen till 34 personer i USA, 30 personer i Tyskland, 10 i Schweiz, 5 i Norge, 4 i Danmark, 2 i Sverige, 2 i Thailand och endast 1 i Australien. Dessa individer förekommer i folkbokföring och släktforskningsregister, ofta med anknytning till äldre tysk eller dansk härstamning.
Släkten etablerades dock aldrig i Sverige i samma utsträckning som i Danmark, Norge eller Pommern och har därför inte introducerats i Riddarhuset, utan förekomsten har huvudsakligen uppstått genom enstaka migration under 1700- och 1800-talen. Samtidigt betraktas von Ahnen i historisk och heraldisk bemärkelse som en uradlig lågtysk frälseätt med rötter i det tidigmedeltida Pommern och en levande historia i flera europeiska länder.
Under 1500–1700-talet skrevs släktnamnet huvudsakligen som von Ahnen, men i svenska och tyska dokument förekommer även stavningen von Ahn. Den svenska grenen härstammar från fältväbeln Sven Magnus von Ahnen (född 1723 i Östergötland), och vissa efterkommande har burit namnet i obruten linje sedan dess. Släktnamnet är upptaget i SvenskAdel under alfabetiskt ID‑nummer 3015, där även varianter och historiska omnämnanden dokumenterats.

## Vapen och sigill
von Ahnen-ättens mest karakteristiska heraldiska symbol är ett högervänt åsnehuvud, vilket förekommer i sigill redan under 1300-talet. Vapnet har tolkats som en symbol för envishet, ärbarhet och självständighet – egenskaper som låg väl i linje med det lågtyska frälsets ideal om personlig stolthet och regional förankring snarare än feodal lojalitet.
Det äldsta kända sigillet återfinns i samband med det politiska fördraget mellan den rügianska adeln och staden Stralsund, daterat till den 16 januari 1316. I detta dokument ingår flera sigill med tydligt avbildade åsnehuvuden, däribland de som tillhörde Hinrice de Natcevize och Ghoten de Natevys – båda medlemmar i det adliga nätverk där von Ahnen-ätten ingick.
Under 1500- och 1600-talen dokumenteras vapnet i flera tyska och danska heraldiska källor, bland annat i Danmarks Adels Aarbog och Holbek-familjens arkiv. I Siebmachers Wappenbuch (Bd. III, Tafel 161) återges von Ahnen-vapnet som ett rött fält med en silverfärgad hals och huvud av en hind. Hjälmprydnaden visar samma motiv, med röda och silverfärgade hjälmdukar. I den danska grenen förändrades vapnet sedermera till att visa ett åsnehuvud istället för hjorthuvudet, troligen med hänvisning till arvsrätten till godset Natzevitz.
Att detta heraldiska motiv konsekvent förekommer oavsett namnform – von Ane, von Ahnen, von Ahn – har stor betydelse för släktens genealogiska identifikation. I en tid då ortografiska variationer var vanliga, fungerade vapnet som en beständig och igenkännbar symbol för släktens identitet och kontinuitet från medeltid till modern tid.

## Bilder

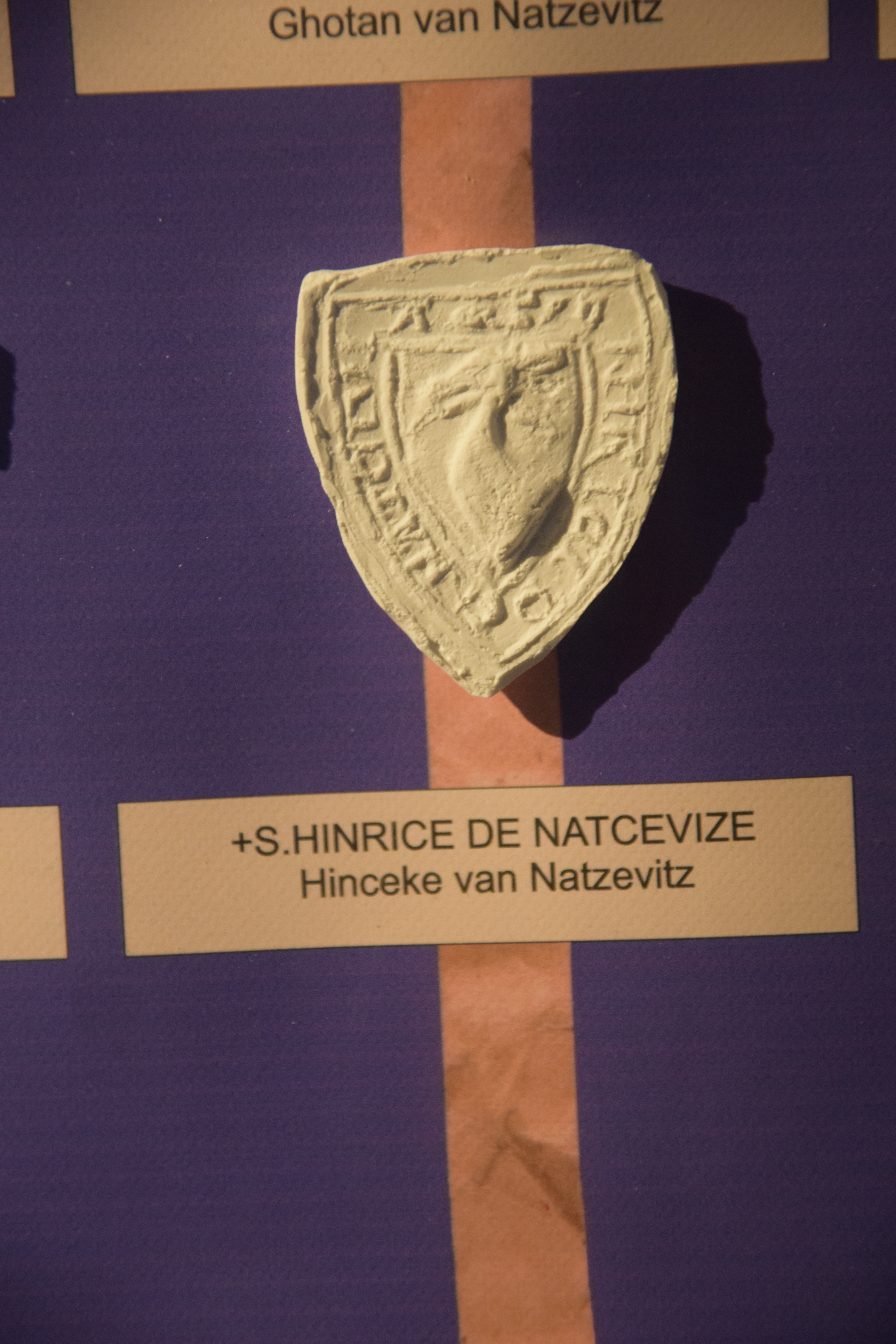
Hinrice de Natcevizes sigill 1316 under det förbundsavtal som den samlade rügianska adeln ingick gentemot den siste Rügenfursten, Wizlaw III för att säkerställa hävdvunna privilegier för sig och staden Stralsund. Sigillet är ett avtryck som förvaras på stadsmuseet i Bergen auf Rügen. Originalet förvaras hos Stadsarkivet i Stralsund
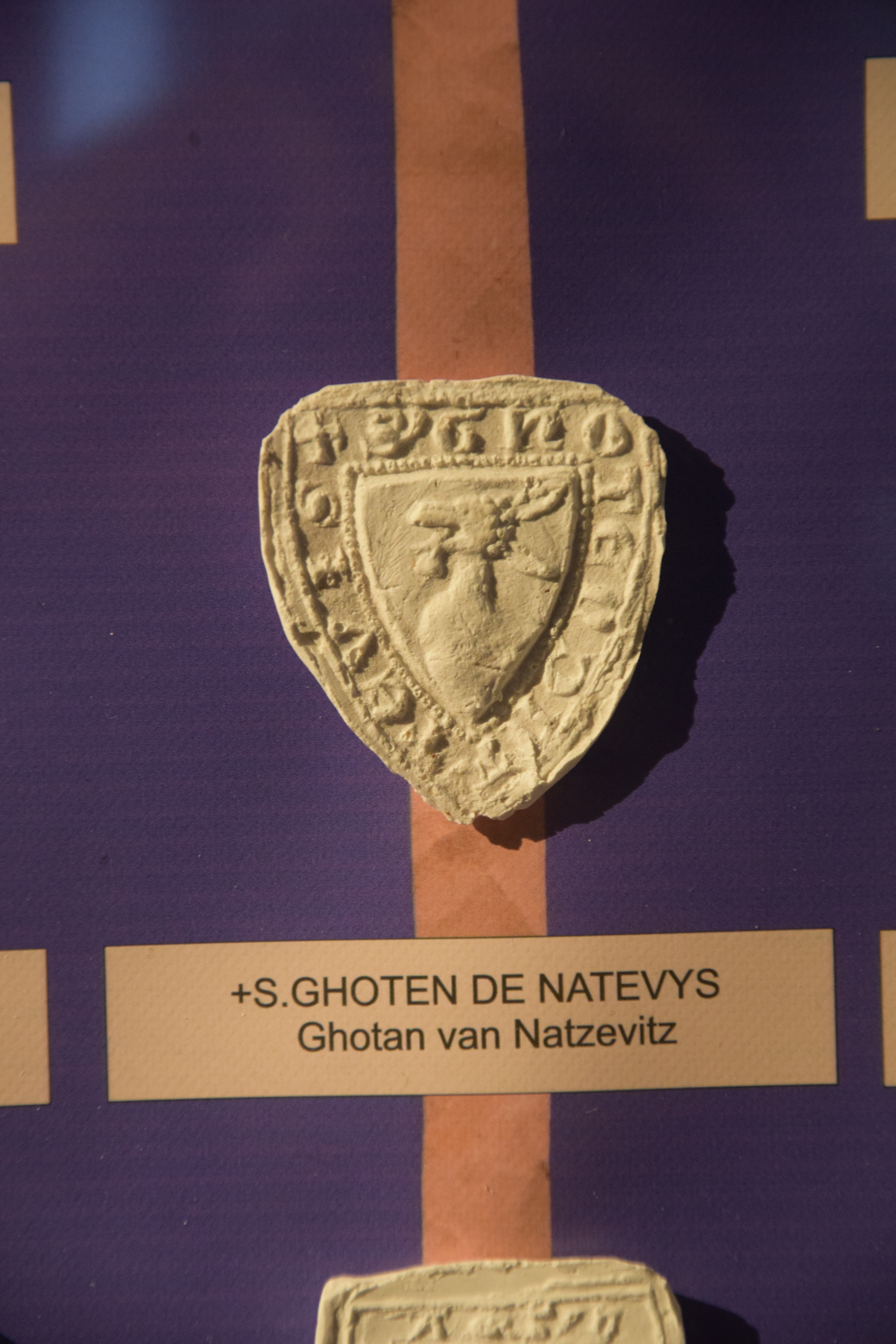
Ghoten de Natevys sigill 1316 under samma avtal. Sigillet är ett avtryck som förvaras på stadsmuseet i Bergen auf Rügen.
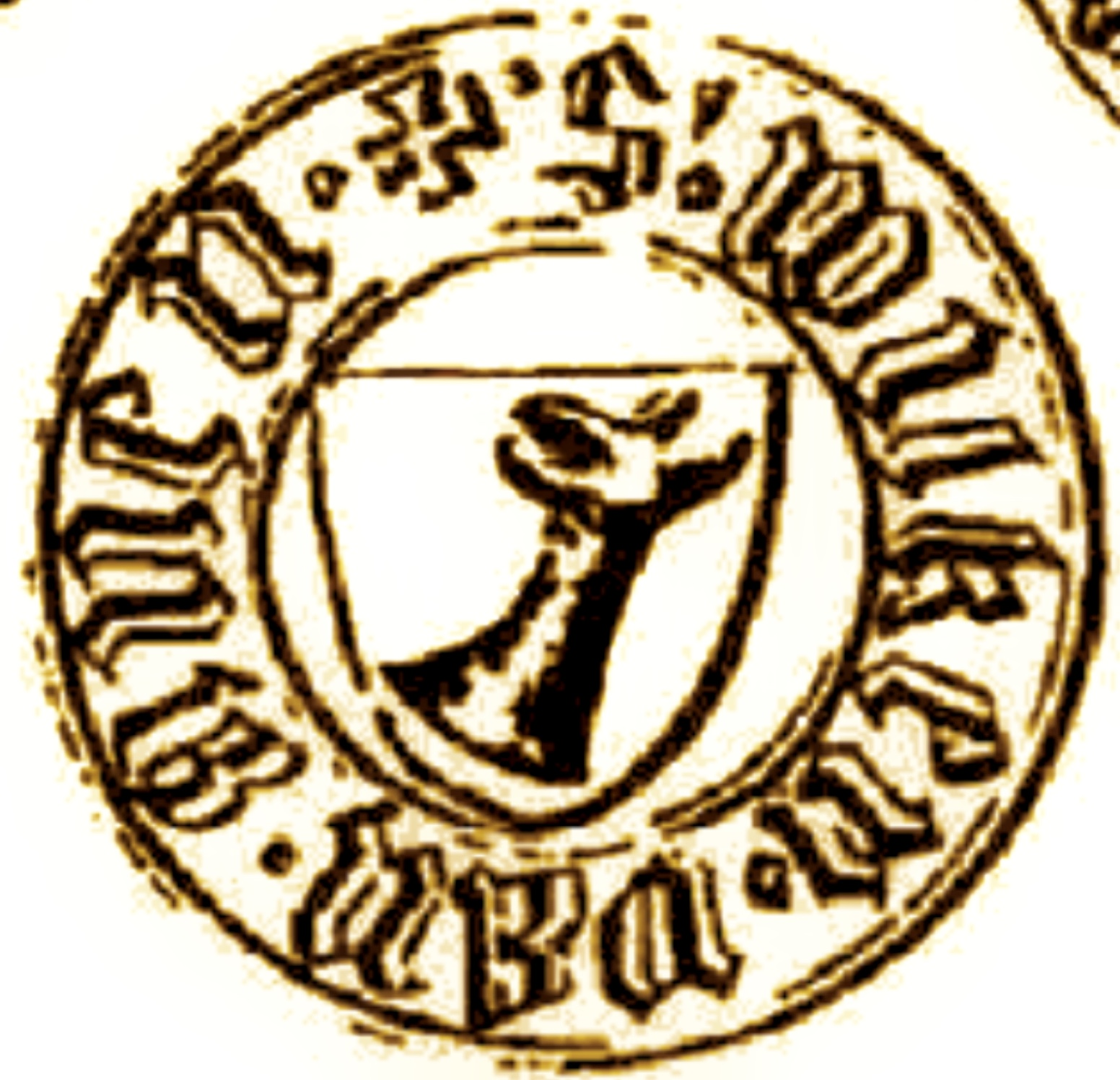
Sigill, Wilken van Anen, 1447.
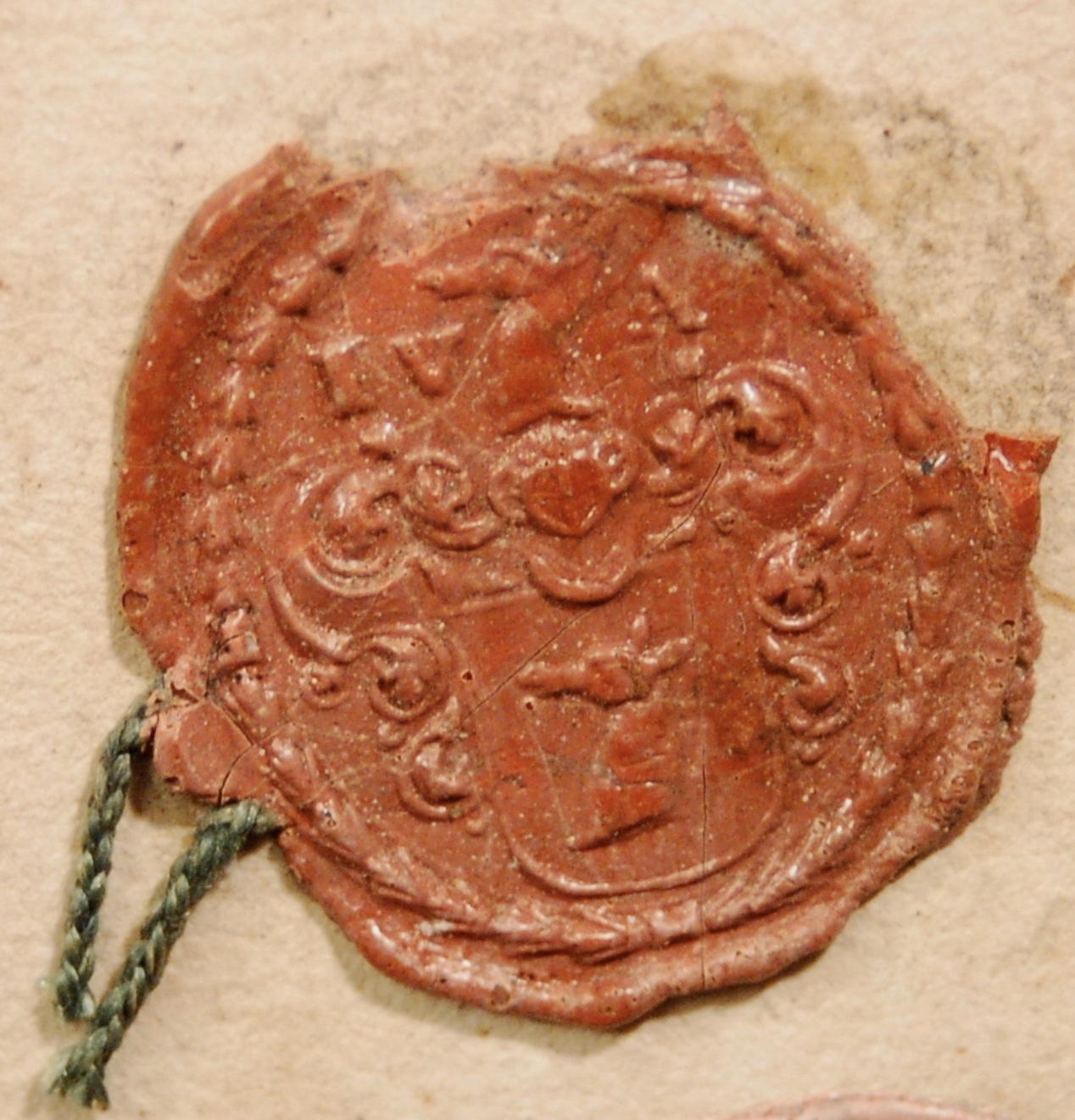
Sigill, Stiftsamtmanden Iver von Ahnen.